# Vidalia (Luisiana)
Vidalia é uma cidade  localizada no estado americano de Luisiana, na Paróquia de Concordia.

## Demografia
Segundo o censo americano de 2000, a sua população era de 4543 habitantes.
Em 2006, foi estimada uma população de 4240, um decréscimo de 303 (-6.7%).

## Geografia
De acordo com o United States Census Bureau tem uma área de
6,0 km², dos quais 6,0 km² cobertos por terra e 0,0 km² cobertos por água.

## Localidades na vizinhança
O diagrama seguinte representa as localidades num raio de 20 km ao redor de Vidalia.